# Goussaincourt
Ne doit pas être confondu avec Goussancourt.
Goussaincourt est une commune française située dans le département de la Meuse, en région Grand Est.

## Géographie

### Situation
Les villages proches de Goussaincourt sont : Brixey-aux-Chanoines à 2,1 km, Burey-la-Côte à 2,2 km et Sauvigny à 2,4 km.

#### Communes limitrophes
|       | Burey-la-Côte        | Burey-la-Côte        |
| Greux | Goussaincourt        | Burey-la-Côte        |
| Greux | Brixey-aux-Chanoines | Brixey-aux-Chanoines |

### Hydrographie
La commune est dans le bassin versant de la Meuse au sein du bassin Rhin-Meuse. Elle est drainée par la Noue de Burey et le ruisseau de Fragne,.

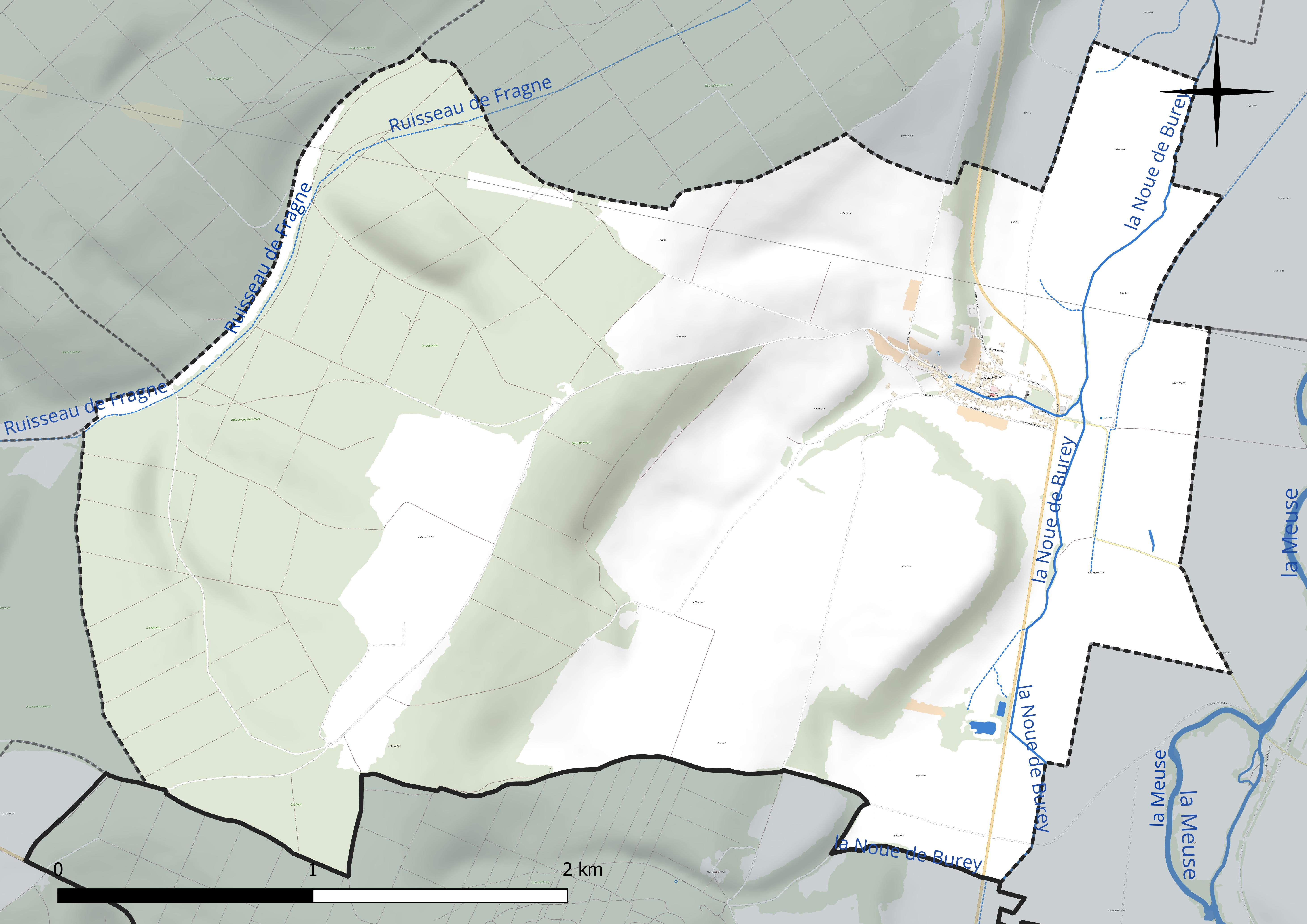
Réseau hydrographique de Goussaincourt.

### Climat
Pour des articles plus généraux, voir Climat du Grand Est et Climat de la Meuse.
En 2010, le climat de la commune est de type climat des marges montargnardes, selon une étude du Centre national de la recherche scientifique s'appuyant sur une série de données couvrant la période 1971-2000. En 2020, Météo-France publie une typologie des climats de la France métropolitaine dans laquelle la commune est exposée à un climat océanique altéré et est dans la région climatique  Lorraine, plateau de Langres, Morvan, caractérisée par un hiver rude (1,5 °C), des vents modérés et des brouillards fréquents en automne et hiver. 
Pour la période 1971-2000, la température annuelle moyenne est de 9,7 °C, avec une amplitude thermique annuelle de 16,9 °C. Le cumul annuel moyen de précipitations est de 948 mm, avec 13 jours de précipitations en janvier et 9,5 jours en juillet. Pour la période 1991-2020, la température moyenne annuelle observée sur la station météorologique de Météo-France la plus proche, « Rollainville », sur la commune de Rollainville à 14 km à vol d'oiseau, est de 10,3 °C et le cumul annuel moyen de précipitations est de 860,3 mm. 
La température maximale relevée sur cette station est de 39,6 °C, atteinte le 25 juillet 2019 ; la température minimale est de −18,2 °C, atteinte le 20 décembre 2009,,. 
Les paramètres climatiques de la commune ont été estimés pour le milieu du siècle (2041-2070) selon différents scénarios d'émission de gaz à effet de serre à partir des nouvelles projections climatiques de référence DRIAS-2020. Ils sont consultables sur un site dédié publié par Météo-France en novembre 2022.

## Urbanisme

### Typologie
Au 1er janvier 2024, Goussaincourt est catégorisée commune rurale à habitat dispersé, selon la nouvelle grille communale de densité à sept niveaux définie par l'Insee en 2022.
Elle est située hors unité urbaine. Par ailleurs la commune fait partie de l'aire d'attraction de Neufchâteau, dont elle est une commune de la couronne,. Cette aire, qui regroupe 72 communes, est catégorisée dans les aires de moins de 50 000 habitants,.

### Occupation des sols
L'occupation des sols de la commune, telle qu'elle ressort de la base de données européenne d’occupation biophysique des sols Corine Land Cover (CLC), est marquée par l'importance des territoires agricoles (56,9 % en 2018), en augmentation par rapport à 1990 (54,6 %). La répartition détaillée en 2018 est la suivante : 
terres arables (38,3 %), milieux à végétation arbustive et/ou herbacée (34 %), prairies (15,5 %), forêts (9,2 %), zones agricoles hétérogènes (3,1 %). L'évolution de l’occupation des sols de la commune et de ses infrastructures peut être observée sur les différentes représentations cartographiques du territoire : la carte de Cassini (XVIIIe siècle), la carte d'état-major (1820-1866) et les cartes ou photos aériennes de l'IGN pour la période actuelle (1950 à aujourd'hui).

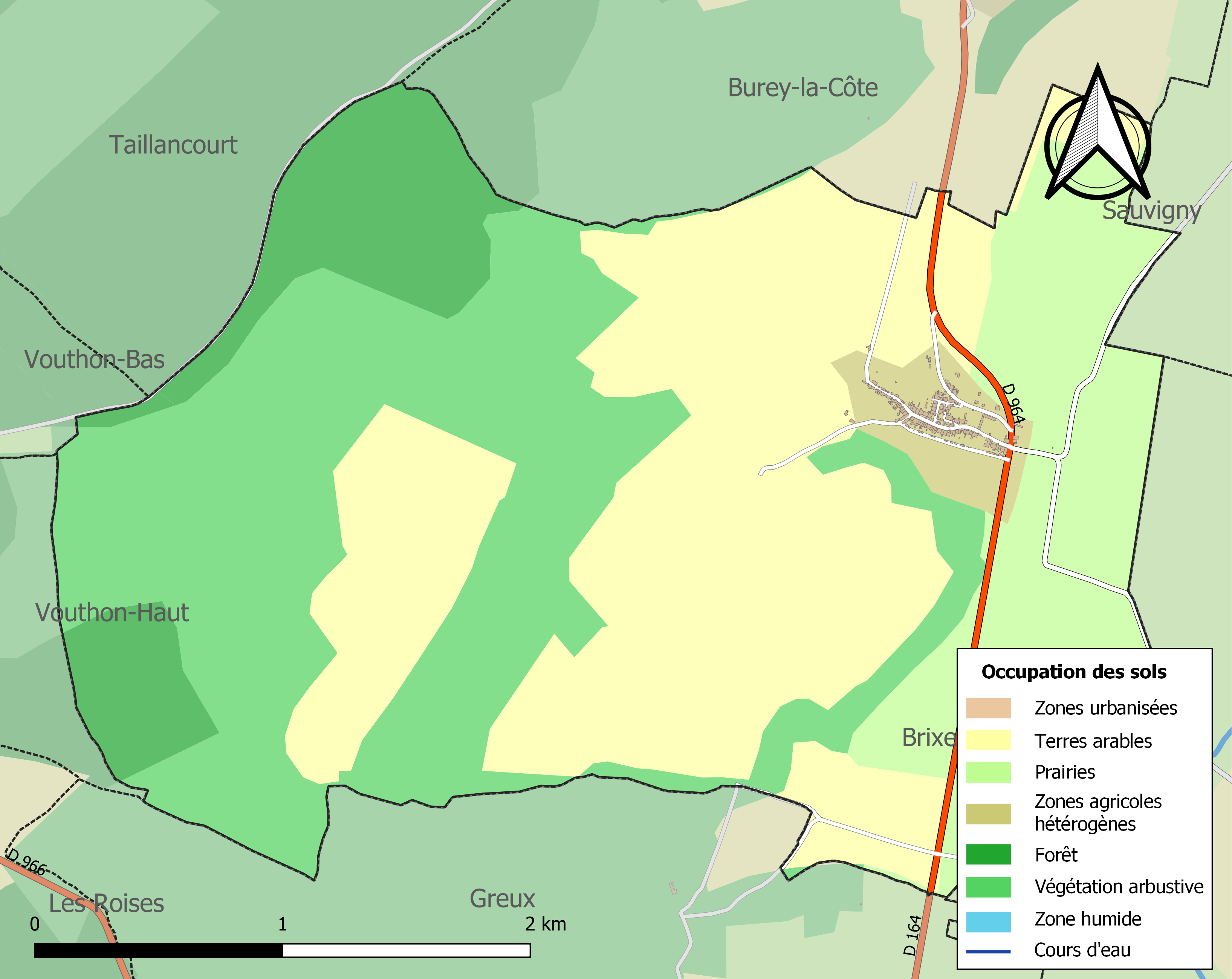
Carte des infrastructures et de l'occupation des sols de la commune en 2018 (CLC).

## Toponymie
Le nom de la localité est attesté sous les formes Goussaincour (1327) ; Goussaincuria (1402) ; Gossaincuria (1711) ; Gossani-curtis (1756).

Les habitants de Goussaincourt  se nomment les Goussaincourtois et Goussaincourtoises.

## Histoire
Avant 1790, Goussaincourt dépendait de la Champagne pour une partie et du Barrois mouvant pour l'autre. Était rattaché au diocèse de Toul.

## Politique et administration
| Période                                  | Période   | Identité                                        | Étiquette | Qualité        |
| ---------------------------------------- | --------- | ----------------------------------------------- | --------- | -------------- |
| Les données manquantes sont à compléter. |           |                                                 |           |                |
| mars 2001                                | mars 2008 | Serge Langard                                   |           |                |
| mars 2008                                | En cours  | Michel Bissinger Réélu pour le mandat 2020-2026 |           | Ancien employé |

## Démographie
L'évolution du nombre d'habitants est connue à travers les recensements de la population effectués dans la commune depuis 1793. Pour les communes de moins de 10 000 habitants, une enquête de recensement portant sur toute la population est réalisée tous les cinq ans, les populations de référence des années intermédiaires étant quant à elles estimées par interpolation ou extrapolation. Pour la commune, le premier recensement exhaustif entrant dans le cadre du nouveau dispositif a été réalisé en 2008.

En 2022, la commune comptait 118 habitants, en évolution de −1,67 % par rapport à 2016 (Meuse : −4,4 %, France hors Mayotte : +2,11 %).
| 1793 | 1800 | 1806 | 1821 | 1831 | 1836 | 1841 | 1846 | 1851 |
| ---- | ---- | ---- | ---- | ---- | ---- | ---- | ---- | ---- |
| 500  | 482  | 509  | 437  | 454  | 468  | 451  | 434  | 432  |

| 1856 | 1861 | 1866 | 1872 | 1876 | 1881 | 1886 | 1891 | 1896 |
| ---- | ---- | ---- | ---- | ---- | ---- | ---- | ---- | ---- |
| 384  | 385  | 388  | 378  | 321  | 322  | 305  | 318  | 298  |

| 1901 | 1906 | 1911 | 1921 | 1926 | 1931 | 1936 | 1946 | 1954 |
| ---- | ---- | ---- | ---- | ---- | ---- | ---- | ---- | ---- |
| 278  | 290  | 236  | 217  | 191  | 183  | 196  | 200  | 197  |

| 1962 | 1968 | 1975 | 1982 | 1990 | 1999 | 2006 | 2008 | 2013 |
| ---- | ---- | ---- | ---- | ---- | ---- | ---- | ---- | ---- |
| 186  | 174  | 134  | 101  | 120  | 104  | 114  | 117  | 120  |

| 2018 | 2022 | - | - | - | - | - | - | - |
| ---- | ---- | - | - | - | - | - | - | - |
| 113  | 118  | - | - | - | - | - | - | - |

## Culture locale et patrimoine

### Lieux et monuments
- L'église dédiée à  saint Gervais et saint Protais. Le chœur du XVe siècle est restauré en 1692, date portée par le curé Jean Royer. L'église paroissiale est reconstruite en 1782, datée par travaux historiques, et bénite le 1er novembre 1783[21].
- La fontaine Saint-Gervais-et-Saint-Protais située Grande-Rue. Élevée sur la source du ruisseau du village, la fontaine est contemporaine du lavoir construit en 1804. Elle fut restaurée en même temps que celui-ci en 1851, par Thiébaut, architecte à Void-Vacon et Gilbert Bridier, entrepreneur à Mauvages[22].
- Le lavoir dit la Grande Fontaine construit en 1804 par Jean-François Morisot, architecte à Sorcy, F. Merisot, géomètre, et Jean Massin, entrepreneur à Gondrecourt-le-Château. Il est reconstruit en 1851 par Thiébaut, architecte à Void, et Gilbert Bridier, entrepreneur à Mauvages. Il sert actuellement de salle des fêtes[23].
- Le monument aux morts.
- Le château de Goussaincourt inscrit au titre des monuments historiques depuis 2009[24] - Privé.

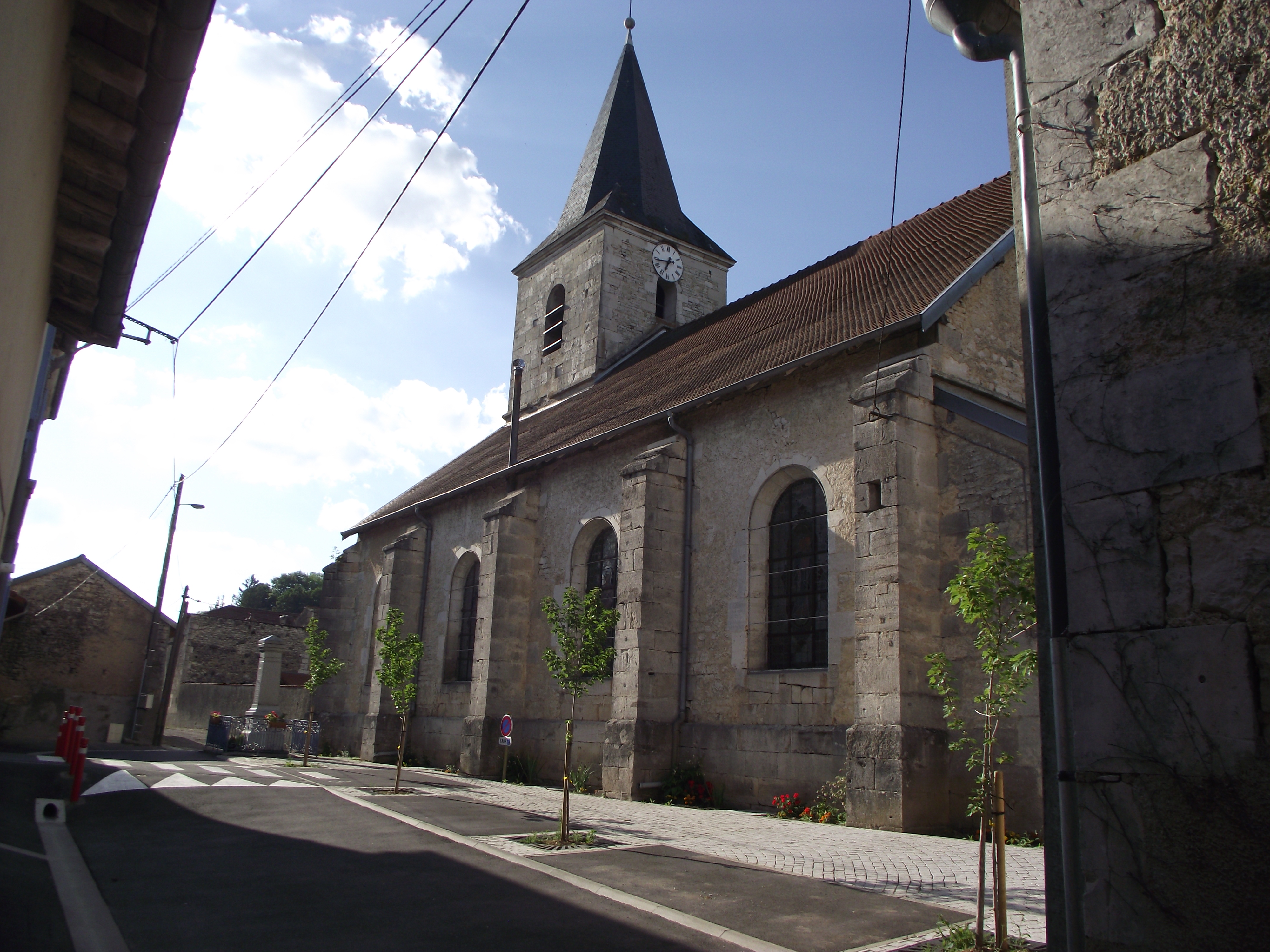
L'église Saint-Gervais et Saint-Protais vue de la rue.
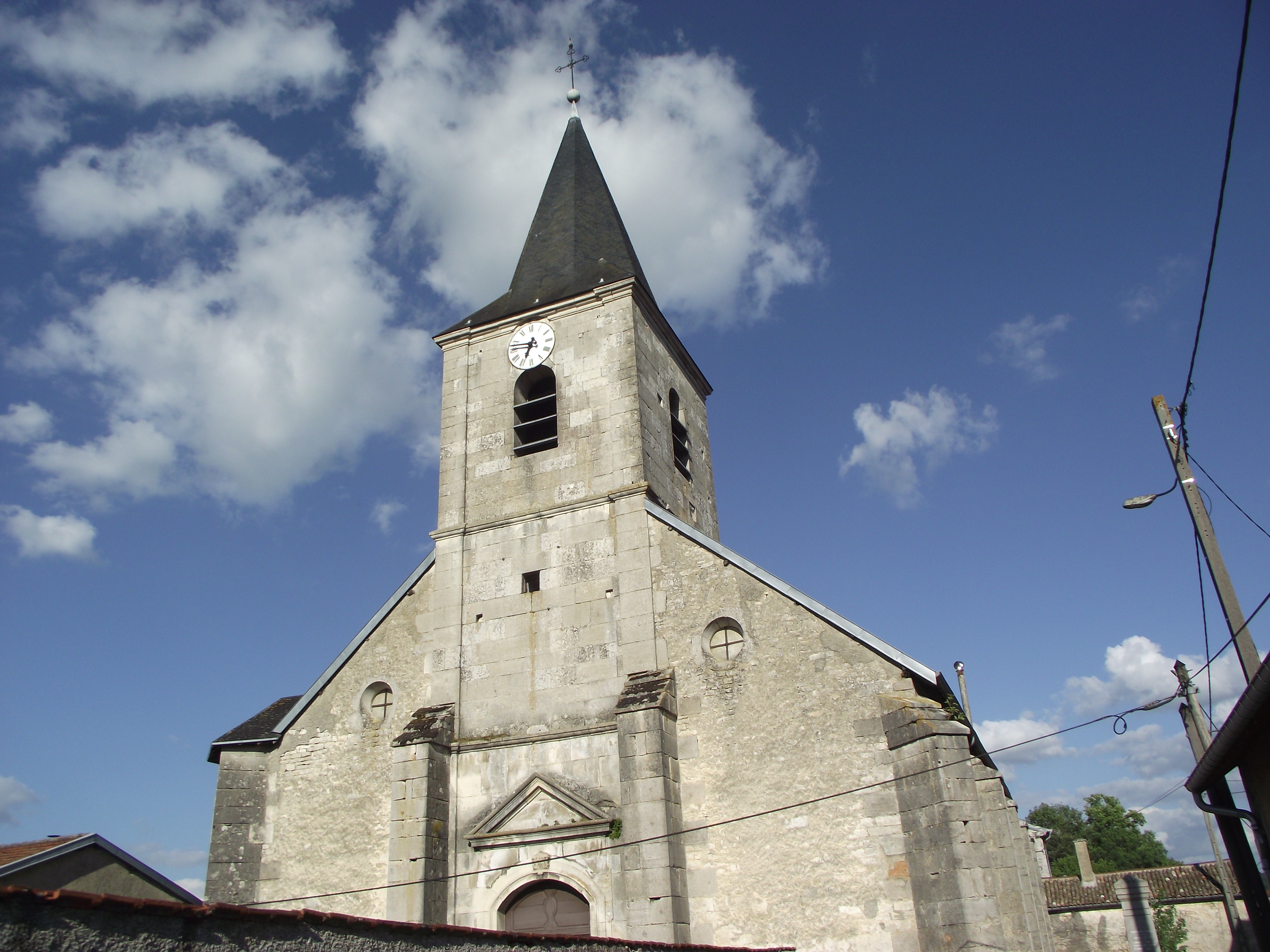
vue du porche de l'église Saint-Gervais et Saint-Protais.
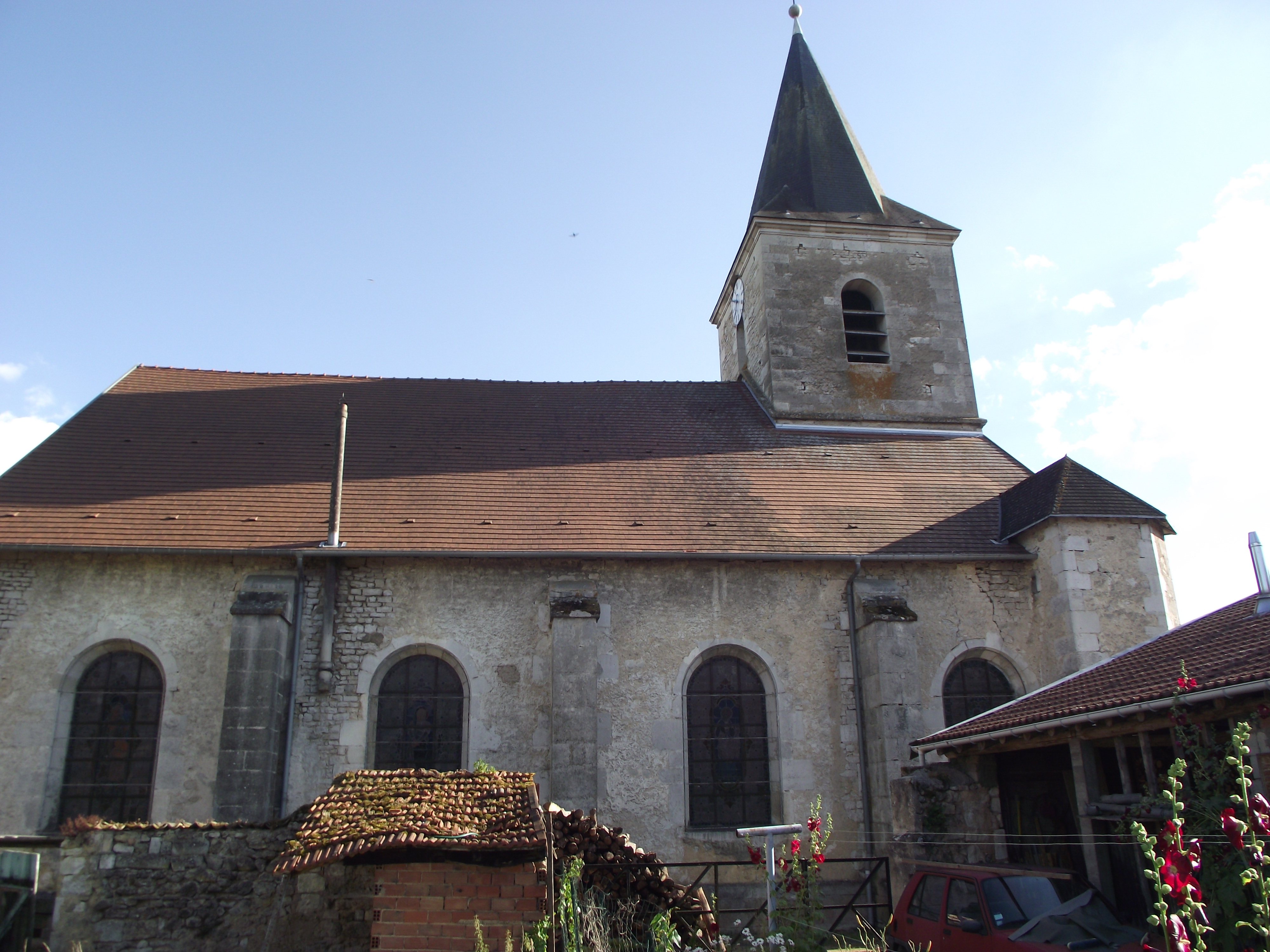
L'église Saint-Gervais et Saint-Protais vue de côté depuis les jardins.
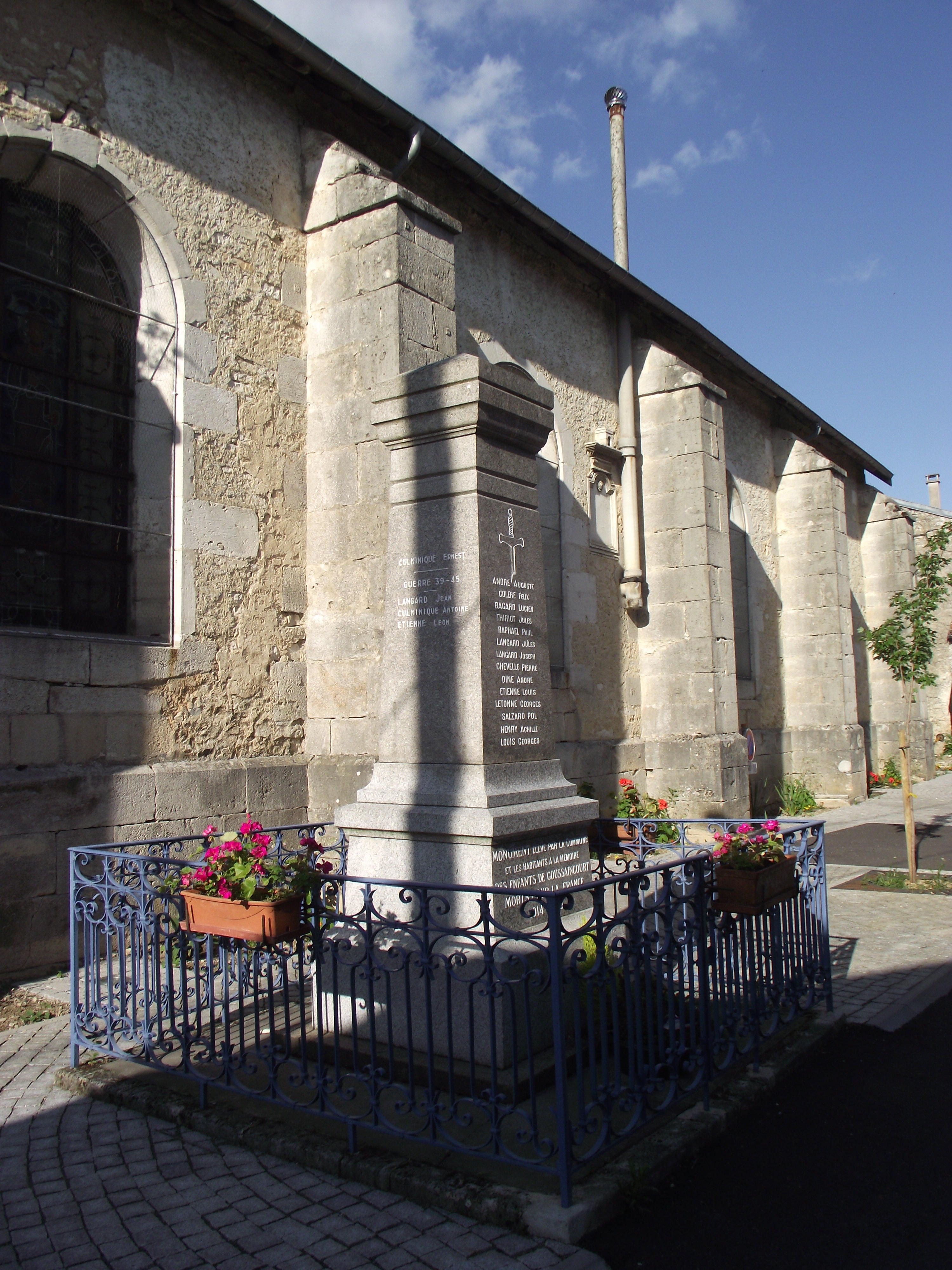
Monuments aux morts.

### Héraldique
| Blason | Blasonnement : Coupé : de gueules au fouet aux lanières plombées d'or posé en barre et d'argent à cinq mouchetures d'hermine 3-2. Commentaires : le fouet est l'instrument du martyre de Saint Gervais, patron de la paroisse. Les mouchetures d'hermine sont des éléments des armes de Jean d'Anneville, seigneur du lieu. Armoiries composées par R. A. Louis et adoptées par la commune le 7 avril 2017. |